# Pisseur à droite
Pisseur à droite est une série de dix encres de Chine sur papier réalisées par Jean Dubuffet en 1961. Le thème des « Pisseurs » a été initié en 1945 dans la lignée des Personnages avec le Pisseur au mur. Elle comprend aussi à la même période et dans le même style une série de Pisseurs à gauche ainsi que des Pisseurs à droite et à gauche et Pisseur en face.

## Contexte
Les premiers Pisseurs de Dubuffet ont été initiés en 1945 pour illustrer le recueil de poèmes de Eugène Guillevic Les Murs (1945) avec des lithographies où l'on retrouve un Pisseur au mur qui appartient à la série des bonhommes sur laquelle l'artiste revient plus précisément en 1961,,. Un exemplaire de pisseur au mur, ainsi qu'un livre de Guillevic tiré à 20 exemplaires sont conservés au Museum of Modern Art.
Il est remarquable de constater que les Pisseurs à droite ont leur « appareil » précisément dessiné, orienté vers la droite du spectateur qui correspond à la gauche du personnage, tandis que le Pisseur à gauche est en réalité orienté vers la droite. Une facétie savoureuse qui mettait en joie un Dubuffet membre du collège de 'pataphysique.

## Description et évolution
Les Pisseurs, avec leur style de « crobard » et leur « appareil » assez précis, ont été un événement humoristique. Ils ont figuré dans toutes les grandes rétrospectives de Dubuffet. Notamment lors de la rétrospective de 1973 organisée par le musée Solomon R. Guggenheim, conjointe à celle la même année du Grand Palais de Paris où figurait un Pisseur à droite IV. Le catalogue édité en 1973 par le Musée Solomon R. Guggenheim lors d'une exposition mentionne le pisseur à droite IV. Le Pisseur à droite V a été présenté à la rétrospective que Jean-Louis Prat avait préparé pendant trois ans avec Jean Dubuffet et qui se tiendra peu après la mort de l'artiste, du 6 juillet au 6 octobre 1985 à la Fondation Maeght L'exposition 1969 des œuvres de Dubuffet présente aussi le Pisseur à droite V au Musée des arts décoratifs de paris a été offert au musée par l'artiste.
Un Pisseur à droite II, 1961, 43,18 × 33,02 cm, encre sur papier, a été vendu  chez Sotheby's de New York en 2004 pour la somme de 75 000 dollars e,n novembre 2004
Le Centre national d'art et de culture Georges-Pompidou possède un exemplaire de Pisseur en face : Pisseur en face I, août 1961, encre de Chine sur papier 43 × 33 cm, donation Daniel Cordier, Pisseur en face I